# Carrusel napolità
Carrusel napolità (Carosello napoletano en el seu títol original en italià) és una pel·lícula de l'any 1954 dirigida per Ettore Giannini i protagonitzada per Paolo Stoppa, Sophia Loren i Léonide Massine.

## Argument
Nàpols, 1950. Amb el seu orgue ambulant i els seus cants populars, Salvatore Esposito (Paolo Stoppa) alegra les vides dels napolitans. En una cançó, narra la tràgica història d'amor del pescador Michelamma i la bella Angela, que després d'ésser violada pels sarraïns, es llança al mar. En un altre cant, uns titelles del Teatre de Carlino prenen alè de vida i xalen ballant. El 1900 es procedeix a la inauguració del funicular del Vesuvi, alhora que Sisina (Sophia Loren) es disposa a debutar com a artista de varietats. El 1914, Luigino (Giacomo Rondinella) s'allista a l'exèrcit i, com altres milers de napolitans, és enviat al front de guerra.

## Context històric i artístic
Carrusel napolità és un vistós, festiu i entretingut espectacle musical. Essent una de les primeres pel·lícules que es van rodar en color als estudis Cinecittà, s'hi vol sintetitzar un període d'història, balls i canzoni napoletane. Hi ha espai per les tarantel·les i per cantables populars com "Oh, sole mio!", irònicament interpretat per un pintor nòrdic en una bastida sota la pluja. En "Michelena" intervé una núvia violada per uns pirates, mentre que en "Saluti da Napoli" es canta de cor i amb molta gràcia. Un dels atractius més lluminosos de l'animosa obra rau en descobrir en el paper de Sisina: una bella romana de dinou anys de nom Sophia Loren, llavors encara desconeguda per tothom, i que dobla en les cançons Clelia Matania. A la pel·lícula, també s'hi apunten la dansarina francesa Yvette Chauviré (que fou figura del Ballet de l'Òpera Nacional de París), el ballarí espanyol Antonio Ruiz Soler i, fent música al carrer amb el seu orgue, trobem Paolo Stoppa, un dels grans secundaris del cinema italià. Tenint de col·laborador el reputat coreògraf Léonide Massine, el director Ettore Giannini mou les seues entranyables criatures amb imaginació, agilitat i simpatia, molt en la línia dels millors musicals de Vincente Minnelli.
Aquest és un òptim musical all'italiana, en el qual Giannini va adaptar un espectacle creat per ell mateix per al teatre de revista. Va ésser la seua segona i darrera pel·lícula llarga com a realitzador de cinema i en cap moment va pretendre dissimular el caràcter escènic de la proposta. L'ús de decorats i escenografies atorga al film un sabor molt peculiar, ja que evoca i ens transporta directament als populars teatres de varietats de la Itàlia de la postguerra.

## Frases cèlebres
| « | "Anem, recollim-ho tot. Anem, que és un bell dia. Anem-ho a celebrar amb una cançó. Cançons, sempre cançons de les nostres vides! Més val una bonica cançó que una dona lletja. Canteu amb mi! Amb cançons el ric s'entreté i el pobre s'oblida de la fam." (Salvatore / Paolo Stoppa) | » |

## Premis
- 1954: Premi Internacional al Festival Internacional de Cinema de Canes.[2][3]
- 1954 Medalla del Cercle d'Escriptors Cinematogràfics a la millor pel·lícula estrangera.[4]